# Rue Ogée
Pour les articles homonymes, voir Ogée.
La rue Ogée est une voie de Nantes, en France.

## Situation et accès
Située dans le centre-ville de Nantes, la rue Ogée, qui relie la rue du Roi-Albert à la place Dumoustier, est longue de moins de 70 mètres. Elle a la particularité de présenter deux niveaux, séparés par une barrière en fer. Le niveau le plus élevé court sur l'ensemble de la rue, tandis que le plus bas s'arrête à un bâtiment à partir duquel la largeur de la rue se réduit, l'alignement n'ayant pas été complet. La rue est en partie pavée, en partie bitumée. Elle est ouverte à la circulation automobile.

## Origine du nom
Elle porte le nom de Jean-Baptiste Ogée (1728-1789),, ingénieur géographe français auteur d'un ouvrage de référence sur la Bretagne. 

## Historique
Avant le début du XIXe siècle, l'emplacement de l'actuelle rue fait partie du cloître de la Collégiale Notre-Dame de Nantes, qui a longtemps été un prieuré. Avant la destruction des remparts de la ville, entamée à la fin du XVIIIe siècle, le quartier est adossé aux murailles, dont le tracé dans cette zone est resté celui de l'enceinte gallo-romaine. L'actuelle rue Ogée est donc à l'origine une impasse.
Depuis septembre 1470 jusqu'à la Révolution française, le côté nord-ouest de l'actuelle rue est occupé par le cimetière de la paroisse Notre-Dame, qui devient inutile après la création du cimetière La Bouteillerie, ouvert pour répondre aux nouvelles exigences d'hygiène publique, qui excluent la présence de lieux de sépulture près des habitations. Au sud de l'actuelle rue se trouve alors un groupe d'immeubles appartenant aux religieux : manoir de la Chefcerie, psallette, etc., entourant le cloître, ou « place des Orbeaux ».
Les travaux d'urbanisme du XVIIIe siècle conduisent à une modification profonde du quartier, notamment avec la destruction des fortifications, devenues inutiles. Ceci permet à l'architecte Jean-Baptiste Ceineray de réaliser le percement d'une voie nouvelle reliant la cathédrale à la chambre des comptes de Bretagne. Dès lors, la rue Ogée devient une voie de communication avec cette nouvelle rue, la « rue Royale », devenue depuis rue du Roi-Albert.
Lors de la Révolution française, de nombreux lieux occupés ou utilisés par des religieux sont réaffectés, endommagés ou détruits. C'est le cas de la collégiale Notre-Dame, vendue comme bien public. Coupée en deux par la rue Saint-Denis prolongée, elle sert de base à de nouvelles constructions : la partie à l'ouest devient une fonderie, la partie à l'est des habitations. La rue Ogée est prolongée le long de cette dernière partie.
La rue a porté le nom de « cloître Notre-Dame », puis a été baptisée « rue Solon » durant la Révolution française. Il semble qu'il ait été envisagé au début de la Restauration de l'appeler « rue Portail », mais dans une lettre de François-Jean-Baptiste Ogée datée de 1816, celui-ci s'insurge contre le fait qu'elle ne porte point le nom de son père. Édouard Pied indique que cette omission ne sera réparée que le 27 octobre 1837.
La rue au nord de l'ancienne église, anciennement « rue Portail » et « cloître Notre-Dame », est utilisée pour implanter des immeubles ; la rue Ogée ne croise depuis aucune voie. Les habitations au sud-est de la rue ont longtemps conservé des vestiges de la collégiale et de ses chapelles,.
La rue n'a pas bénéficié en totalité de l'alignement qu'ont connu les rues avoisinantes et la place Dumoustier, cette dernière ayant même été aplanie en 1857, alors que la rue Ogée a conservé un dénivellement caractéristique. En 1869, le projet de niveler la rue au niveau de la place Saint-Pierre se heurte à des considérations économiques. Le coût de l'opération est réduit par la décision de ne pratiquer la transformation que sur la moitié sud de la rue. Des riverains objectent qu'il serait impossible de faire circuler des charrettes dans cette configuration. Le dénivelé est légèrement décalé vers le nord, ce côté étant de toutes façons encombré par l'empiètement des marches d'accès aux immeubles, si bien que la partie haute est large d'environ 4 mètres, contre 5 mètres pour la partie basse. Le dénivelé maximum, à mi-longueur de la rue, est de 1,5 mètre ; un garde-corps est installé pour éviter les chutes. Les travaux sont achevés en 1871.